# Finalmente domenica!
Finalmente domenica! (Vivement dimanche!) è un film del 1983 diretto da François Truffaut, al suo ultimo lungometraggio. Questo film è tratto dall'omonimo romanzo di Charles Williams.

## Trama
Benché ormai licenziata, Barbara, intraprendente segretaria di Julien Vercel, titolare di un'agenzia immobiliare, toglie dagli impicci il principale, sospettato di diversi omicidi, tra cui quello della moglie e dell'amante di lei. Nel corso delle indagini tra i due scoccherà la fatale scintilla d'amore.

## Produzione e distribuzione
Le riprese furono effettuate dal 4 novembre al 31 dicembre 1982 a Hyères e dintorni e il film fu proiettato in pubblico per la prima volta il 10 agosto 1983.

## Citazioni
Chiuso nel retro del suo ufficio, Julien Vercel osserva dalla piccola finestra le gambe delle donne che camminano sul marciapiede. Barbara osserva stupefatta la scena e, quando esce, lei stessa passa due volte vicino alla finestra per farsi osservare. François Truffaut in questa sequenza cita un altro suo film, L'uomo che amava le donne (1977).

## Caratteri generali
Questo film, l'ultimo girato da François Truffaut, è un omaggio ai B-movie noir americani degli anni '50. Per riprodurre quel tipo di atmosfere, si serve, coraggiosamente, del bianco e nero, affidato alla fotografia di Néstor Almendros, con cui aveva girato il suo ultimo film in bianco e nero, Il ragazzo selvaggio (1969).
Ma la personalità del regista prevale rispetto all'ossequio di maniera al genere. Nel film non si cela alcuna dark lady, la protagonista è anzi dalla parte della legge, mentre la donna che ha innescato la catena di omicidi è una delle prime vittime. Non vi è alcun senso di un inesorabile destino incombente e, progressivamente, tra scenografie e situazioni improbabili, il film scivola verso la commedia grottesca (esemplare la scena in cui il responsabile degli omicidi, messo sotto pressione, si trova a fumare due sigarette contemporaneamente).
Le ultime immagini lasciateci da François Truffaut, mentre scorrono i titoli di coda, sono quelle dei piedi dei bambini del coro che giocano col paraluce di un obiettivo fotografico, mentre si celebra il matrimonio del personaggio interpretato da Fanny Ardant (che all'epoca aspettava una figlia dal regista), in un'estrema dichiarazione d'amore per il mondo dell'infanzia (cfr. Gli anni in tasca).

## Riconoscimenti
- 1984 - Efebo d'oro